# 張純 (永樂甲辰進士)
張純（14世紀—15世紀），號草堂，江西撫州府樂安縣張坊人，明朝政治人物。

## 生平
張純是永樂十二年（1414年）舉人，二十二年（1424年）成進士，獲授刑部主事，升任員外郎、郎中，十多年來處事廉潔無私。他喜飲酒吟詩，微醺時靈感才浮現，而處理案件沒有冤滯，得明英宗嘉獎，稱為「詩酒張」，不久未受重用就去世，楊貢哭著說：「半夜草堂桮有酒，十年粉署橐無金。」。